# کریک (دنا)
روستای کَریَک معروف به ماسوله جنوب مرکز دهستان کَریَک از توابع شهرستان دنا در استان کهگیلویه و بویراحمد ایران است.

## جمعیت
این روستا در دهستان دنا قرار دارد و براساس سرشماری مرکز آمار ایران در سال ۱۳۸۵، جمعیت آن ۷۸۶ نفر بوده‌است. 